# Koromba
Koromba est un village de l'arrondissement de Gobo, dans le département du Mayo-Danay, au Cameroun.

## Géographie

### Situation
Koromba est un village du Cameroun situé dans la région de l'Extrême-Nord, à proximité de la frontière avec le Tchad. Ce village est limité au nord par le village Beksou, à l'est par Dompya, au sud par Dom et à l'ouest par Baygue. Il fait partie du canton de Mousseye, l'un des deux canton de l'arrondissement de Gobo.

### Démographie
Lors du dernier recensement de 2005, Koromba avait une population estimée à 1 868 habitants, dont 883 hommes (47 %) et 985 femmes (53 %). La population de Koromba représente 3,5 % de la population de la commune Gobo.